# Trehalase

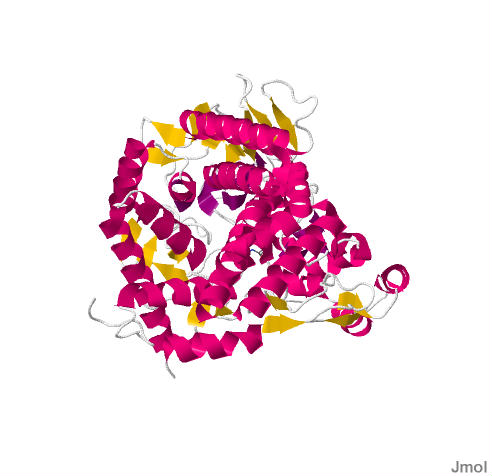
Trehalase

Trehalase (Gen: TREH) heißt das Enzym, das Trehalose zu Glucose abbaut. Da Trehalose einer der wichtigsten Reservestoffe ist (außer in Säugetieren), ist das Enzym zu ihrer Verdauung wichtig. Trehalase kommt in vielen Lebewesen vor. Beim Menschen ist es im Dünndarm lokalisiert. Trehalasemangel durch Mutationen im TREH-Gen kommt insbesondere bei Grönland-Inuit (10 bis 15 %) vor und führt zur Unfähigkeit, Trehalose zu verdauen, und dadurch unter anderem zu starken Blähungen nach Pilzgerichten.
Insbesondere in Insekten ist Trehalose der Hauptreservezucker, und Hemmung der Trehalase kann durch Hypoglykämie zum Tod führen, was man sich bei der Insektenbekämpfung zunutze macht.
Trehalase im Urin kann Vergiftungen mit Cadmium und Kupfer anzeigen, da sie auch in den Microtubuli der Nieren exprimiert wird.